# North Bay Village
North Bay Village är en stad (city) i Miami-Dade County, i delstaten Florida, USA. Enligt United States Census Bureau har staden en folkmängd på 7 305 invånare (2011) och en landarea på 1 km².